# Temporada do Clube de Regatas do Flamengo de 2018/Fatos marcantes/Renovações
Estas são os fatos marcantes relacionados a outros assuntos do Clube de Regatas do Flamengo na temporada de 2018.

## Fatos marcantes

### Renovação de contratos

#### Ederson
O meia-atacante Ederson, que se recuperava de tumor no testículo, renovou seu contrato até 30 de junho. Ele se apresentou em 13 de janeiro e a previsão era que tivesse condições de voltar a treinar em fevereiro.

#### Jean Lucas
O volante Jean Lucas teve o contrato renovado por quatro anos com o Flamengo, até o final de 2021. Tratado como uma das principais promessas, mesmo após apenas quatro jogos ou 284 minutos, a multa rescisoria do novo contrato do jogador ultrapassa a casa dos 120 milhões de reais (30 milhões de euros). O atleta foi um dos destaques da campanha da Copa São Paulo do ano passado, mas somente nesta temporada foi integrado definitivamente aos profissionais.

#### Lincoln
Em 9 de março, o Flamengo anunciou a renovação do contrato com o atacante Lincoln, de 17 anos, por mais cinco temoradas, ou seja, até 2023, com uma multa rescisória próxima de 50 milhões de euros ou cerca de 200 milhões de reais. Como parte do acordo, o futebolista passará a receber um salário próximo da faixa de 100 mil reais e "luvas" de um milhão e meio de reais. O jogador passou a integrar o elenco principal, após a suspensão de Paolo Guerreiro, ainda sob o comando do treinador Reinaldo Rueda.
| “                                        | Estou muito feliz por renovar meu contrato até 2023. Agradeço ao Flamengo por tudo que está me proporcionando e aos meus pais, que estão sempre do meu lado. Se Deus quiser ainda teremos muitos gols pela frente | ” |
| — Lincoln, após a renovação do contrato, | |   |

#### Cuéllar
Em 8 de junho, o volante colombiano Gustavo Cuéllar assinou a renovação do seu contrato com o clube até o fim de junho de 2022 — o contrato anterior era até dezembro de 2019. O futebolista teve aumento de salários e a nova multa rescisória será de 70 milhões de euros para clubes do exterior — aumentando em 20 milhões de euros em relação ao contrato antigo — algo na faixa de 312 milhões de reais.

#### Rodinei
Em 17 de julho, o Flamengo anunciou a renovação do contrato do lateral-direito Rodinei até o fim de 2022. O contrato anterior tinha validade até o fim de 2019.

#### Thuler
Em 17 de julho, o Flamengo também anunciou a renovação do contrato do zagueiro Thuler, do fim de 2022 até julho de 2023.